# ハム

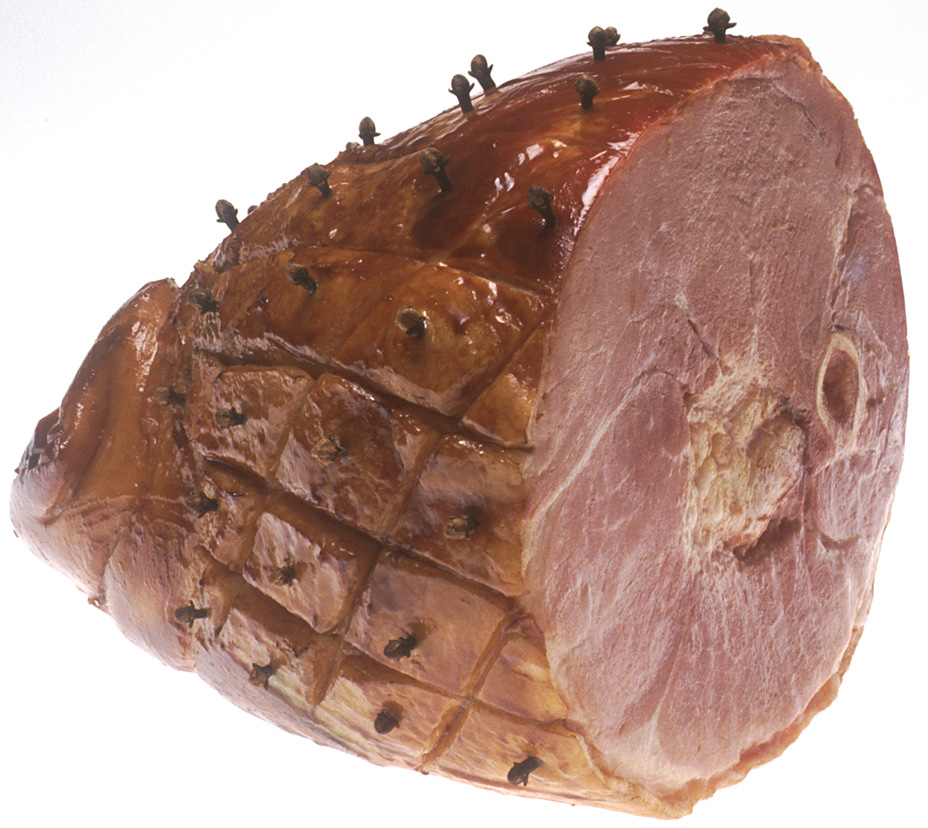

ハム（英: ham）は、豚肉・鶏肉のもも肉を塊のまま塩漬けした加工食品。または、その類似品。燻製したものが多いが、しないものもある。
もともと、英語の ham は元来「動物(主に豚)のもも肉」の意味だったが、「豚・鶏のもも肉を塩漬けにした加工食品」を指して使われる場合が多い。さらに、米国や日本においては、豚・鶏のもも肉以外を用いた加工食品を指すことがしばしばある。
本項目においては、広義のハムについても記述する。

## 種類

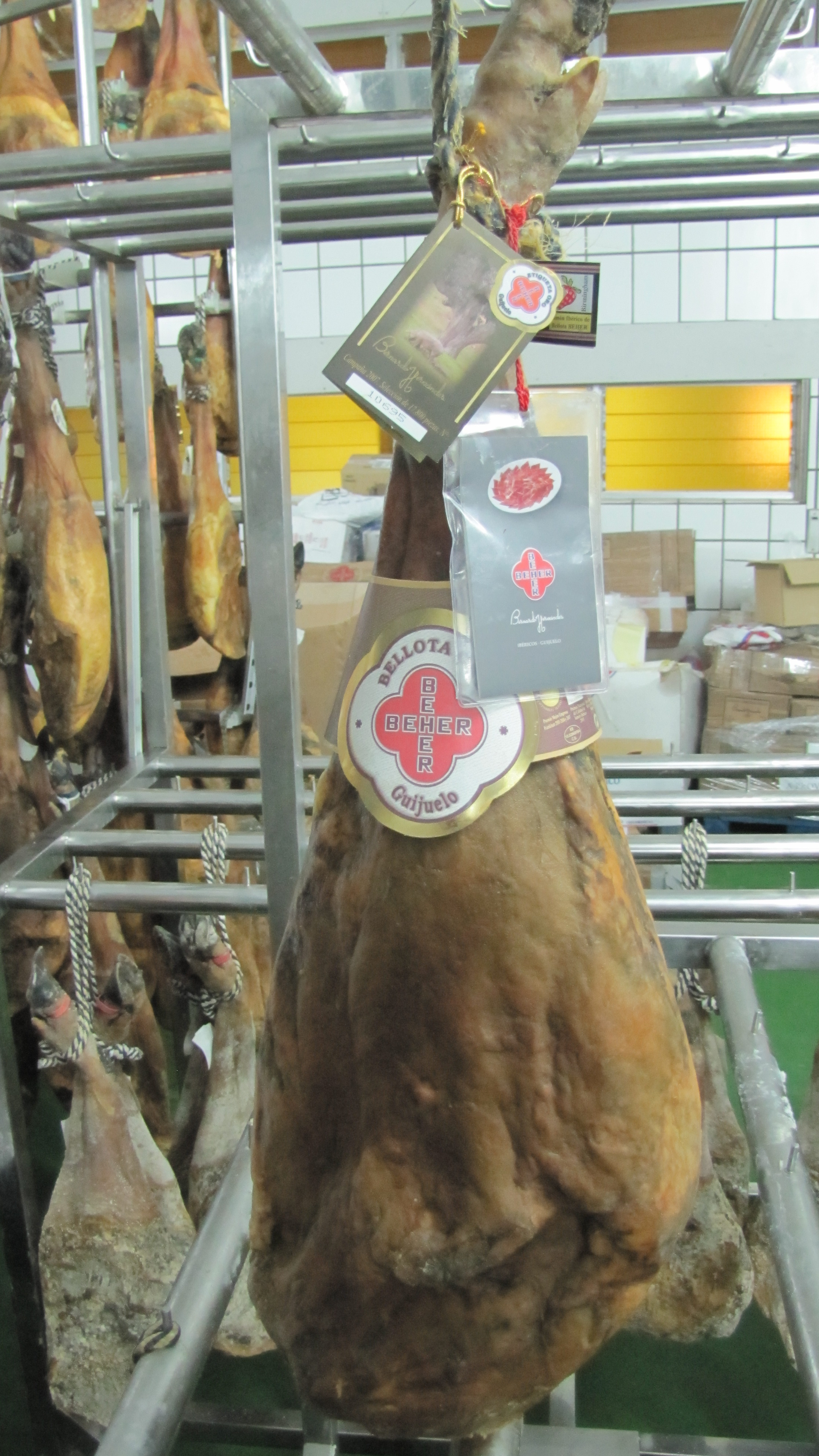
生ハム（ハモン・イベリコ）

ハムは豚・鶏もも肉を塩漬けにしたものという緩い定義であるため、その範疇に含まれる加工食品も多く、種類や分類法もさまざまである。
豚肉を燻煙・湯煮した製品としては、骨付きもも肉をそのまま使った「骨付きハム」、骨を抜いたもも肉を用いた「ボンレスハム」がある。
塩漬けまでの工程は共通しているが、その後の加熱や煮沸などの処理を行うものと行わないものがある。行わないものを日本では生ハムと称することが多い。生ハムが非加熱でありながら生食出来る理由は、カンピロバクター菌は乾燥に弱いという特徴をうまく利用しているといえる。
逆に生ハムが一般的なスペインでは生でないハムをハモンデヨルク（ヨークハム）やハモン・コシート（煮ハム）と称して区別する。生ハムのうちでも、燻製はするが加熱しないもの（ラックスハム）、塩漬け・乾燥のみで燻製しないもの（プロシュットやハモン・セラーノなど）に分かれる。
また、塩漬けの際には追加する香辛料に地域差があり、燻製を行うものは地域によって用いる木材の種類が異なるため、それによる風味の違いも大きく、産地別に名前が付く場合も多い。シュヴァルツヴェルダー・シンケン (black forest ham) などは模倣品を含め広く知られている。中国で生産される「金華火腿」（ジンホアフオトェイ、金華ハム）などの中国ハム（火腿; huǒtuǐ、フオトェイ）も産地名で区別されるハムの一つである。中国ハムは特にカビによる風味の変化があることが特徴である。

### 広義の「ハム」
ハムに似た、ないしハムに似せた塩漬けの加工肉を「ハム」と称することがある。
例えば、もも以外の豚肉を用いた「ハム」には、ロース肉を使った「ロースハム」、肩肉を使った「タッソハム」「ショルダーハム」「ピクニックハム」、バラ肉を巻いて造った「ベリーハム」などがある。ハムは豚のもも肉の呼び名であるため、もも肉以外を用いたこれらは厳密にはハムではないが、日本や米国などもも肉以外の加工肉の伝統が少ない地域ではこれらもハムと総称される傾向にある。これらのものと区別するため、もも肉を使ったハムを「ももハム」と称することもある。日本国内で販売されている生ハムの殆どは、調味液（燻液）に一定期間漬け込んで作ったもので、乾燥や熟成はほとんどされていないラックスハムになる。

挽肉状の豚肉、ないし馬肉、羊肉、兎肉等さまざまな種類の肉の小片と大豆蛋白等の副原料を加えて成形調味しハムに似せた食品もあり、アメリカの「ポークロール」（「テイラーハム」とも）や日本の「プレスハム」が一般に売られた。これらは上記のような元々のハムに比べて低級・安価であり、物資不足の時代を過ぎると作られなくなる傾向にある。
また、獣肉以外を材料とした塩漬け加工肉も「ハム」と呼ばれることがある。シチメンチョウのハム (turkey ham) や魚肉ハムが代表的である。加工肉の健康上の悪影響が知られるようになった現代では、健康志向の代用品として受け入れられる傾向にある。
広義の「ハム」をハムという言葉を使わずに総称する場合には、「加工肉」(processed meat) や「塩漬け肉」(cured meat) と呼ぶことが多い。これらの言葉は、ベーコンやパンチェッタも合わせて総称する。

## 製法

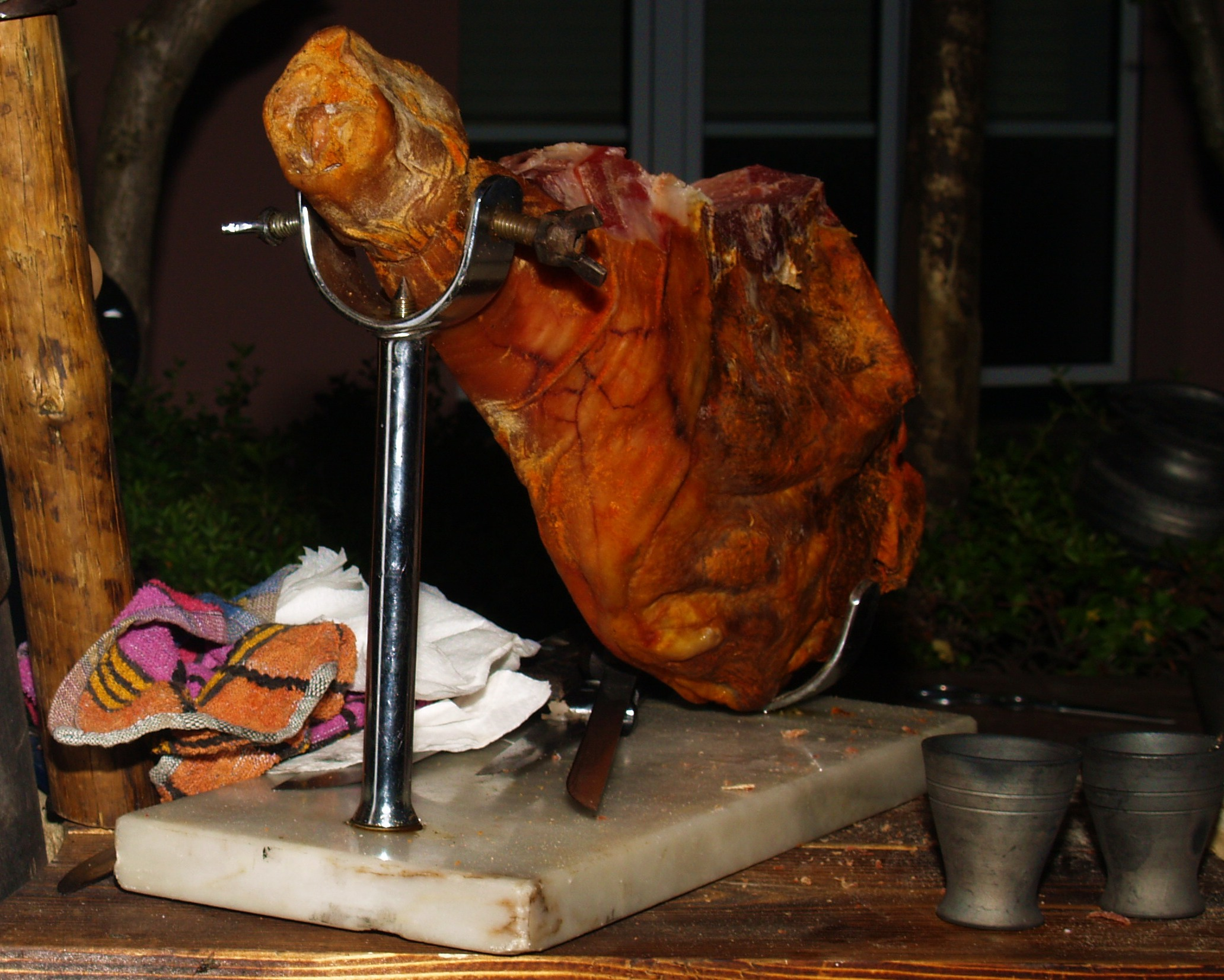
ハム

1. 塩で血絞りする
豚肉の肉塊を整形し、塩または塩水に漬け、血絞りをする。塩を肉に加えると細胞内の水分が外に出ると同時に塩が細胞に入り、腐敗の元となる微生物やカビの繁殖が抑えられる。また、肉の筋組織も塩を吸収し、タンパク質線維をほぐし肉を柔らかくしていく。古代ローマ時代のハムはこの工程の後、塩を払い乾燥させ、酢と油を塗って完成とした。
2. 味付けする
次に、食塩、香辛料や調味料を加える（塩せき）。発色剤である亜硝酸ナトリウムなどの亜硝酸塩や食品添加物を加える場合はこの段階で行う。16 - 17世紀には硝酸カリウム（ソルトピーター）を加えると肉の色が鮮やかになり、同時に風味が増して保存期間も伸びることが知られるようになった。更に研究が進み、亜硝酸塩に取って代わったのは20世紀のことである。
欧州で一般的に使われる岩塩には亜硝酸塩が含有されており、長期熟成させる手法で作られる伝統的なハムなど食品添加物として亜硝酸塩を添加しない場合でも同じ効果が得られる。
3. 燻煙する
塩漬け、熟成したあと骨付きハム、ラックスハムはそのまま燻煙する。その他の種類のものは加熱してから風味程度に燻煙する。そして湯煮を行う。近年は燻製による発がん性が指摘されており、保存法としてというより香りをつけるために行われる。
肉の燻製法には熱い煙で燻す「高温法」と、釜で起こした煙をパイプなどを通して冷ました煙で燻す「低温法」の2種類があり、高温法は簡単な施設ででき殺菌効果が高いが肉が乾燥し硬くなる欠点があり、低温法は煙の成分が高温法に比べ7倍も早く付着する上に肉質に影響は与えないが、そのための設備が必要である。
骨付きのハムのような、元の肉をそのまま加工したものは、当然ながら元の肉と同じ形状になる。

## 歴史
- 1917年 - 日本海軍がハムを兵食として採用する[5]。

## 食べ方
風味のよいものはサラダ、サンドイッチ、オードブルなど火を通さずに食べる。
焼いてハムエッグやオムレツ、フライなどにもする。厚めに切ってハムステーキ、ハムカツにもする。
また、ハムは塩味があり濃厚なうまみもあることから、スープのだしとしての用途など、調味料に近い用いられ方をすることがある。これは煮沸処理や塩抜き処理を行わないハムで特に顕著である。中国ハムは塩味が強いので生食に用いる事はほとんどなく、主に鶏肉などと合わせて出汁を取るのに用いるか、魚や白菜などの野菜と共に蒸して、味付けに使われることがもっぱらである。調味料に近い使い方はハム以外の加工肉でも行われ、ベーコン、パンチェッタ、グアンチャーレはこの傾向が強い。
また、特にクリスマスに食べられるものはクリスマスハムと呼称される。

## 類似の食品
ベーコンベーコンは豚のバラ肉を燻製した加工食品である。ハムは燻製の後にボイルやスチームをするものが多いが、ベーコンの場合は全く行わない。それゆえ、ベーコンは燻製の香ばしさが強く残る。またハムの場合は肉をつなぎあわせたプレスハムが存在するが、ベーコンの場合はつなぎあわせた場合は本来の製品とは全く違うものになるため、そのような製品は存在しない。
ソーセージソーセージも食肉を燻製・ボイル等した加工食品であるが、肉の塊を用いるハムに対して、挽肉を用いるのが特徴である。元来は腸詰するが、人工ケーシングを代用にしたり、さらには腸詰しないものも存在する。
鶏肉ハム鶏肉の産地で特産品として作られている、鶏肉の燻製。
シチメンチョウのハム  (turkey ham)アメリカ合衆国で普及している、ハムの安価な代替品。豚肉に比べて脂身が少なく健康的とされる。
鳥はむ鶏肉をハム風に調理する料理。味は上記のシチメンチョウのハムに似る。
魚肉ハムスケソウダラなどの魚肉を使い、ハムに似た風味を持たせた食品。製法・味は魚肉ソーセージに近い。製品によっては豚肉などの畜肉を混合しているものもある。
まぐろハム
大豆ハム畜肉が食べられない人向けの代替品として普及している。
ラルド豚の背脂を塩漬けまたは燻製にしたもの。ラルド・ディ・コロンナータなど。

## ハムを題材にした絵画

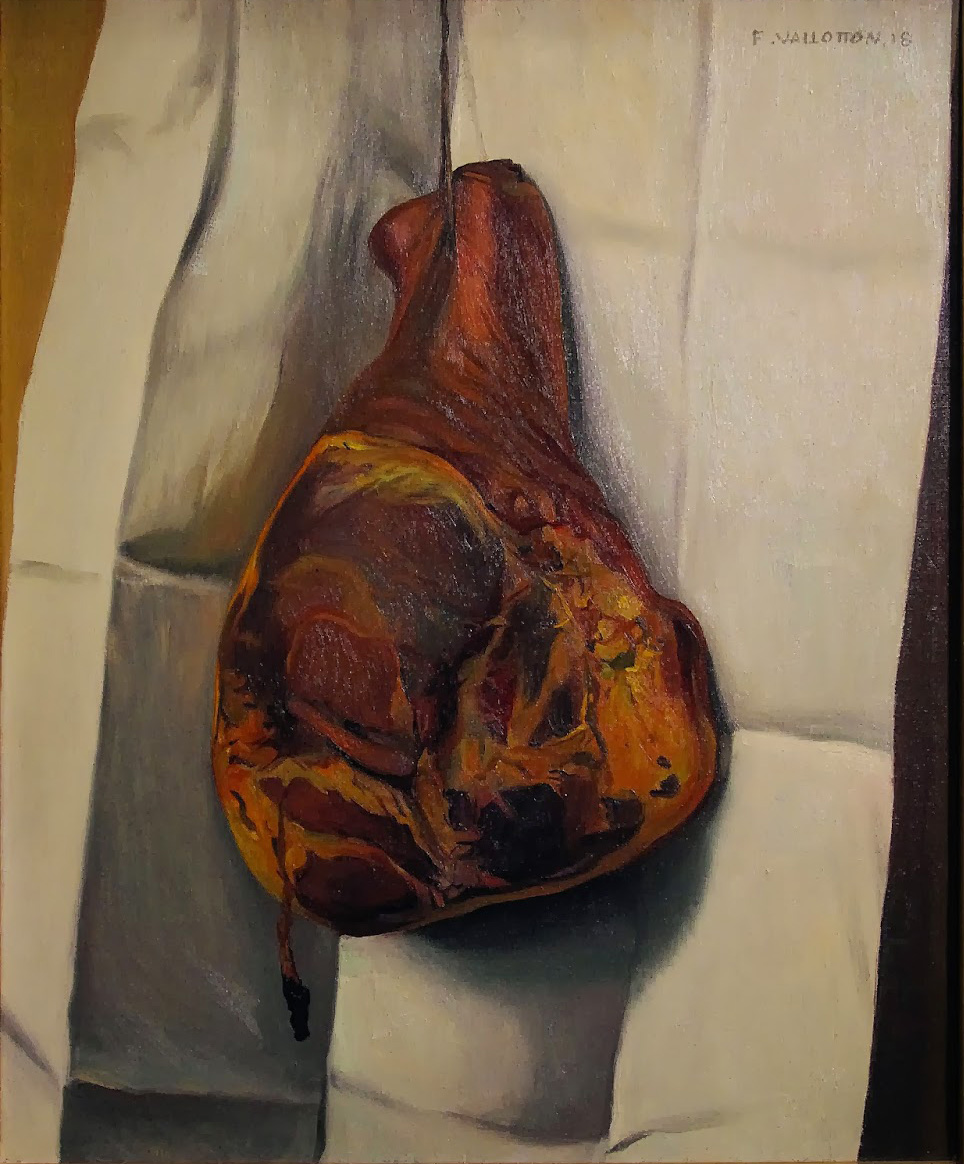
Le jambon（フェリックス・ヴァロットン、1918年）
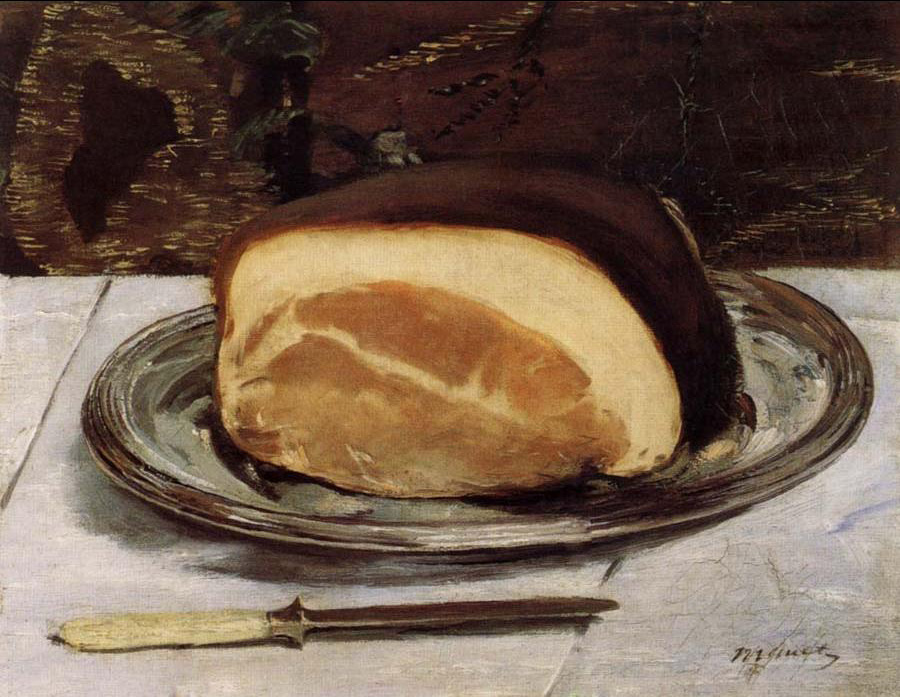
Le jambon（エドゥアール・マネ、1875年）
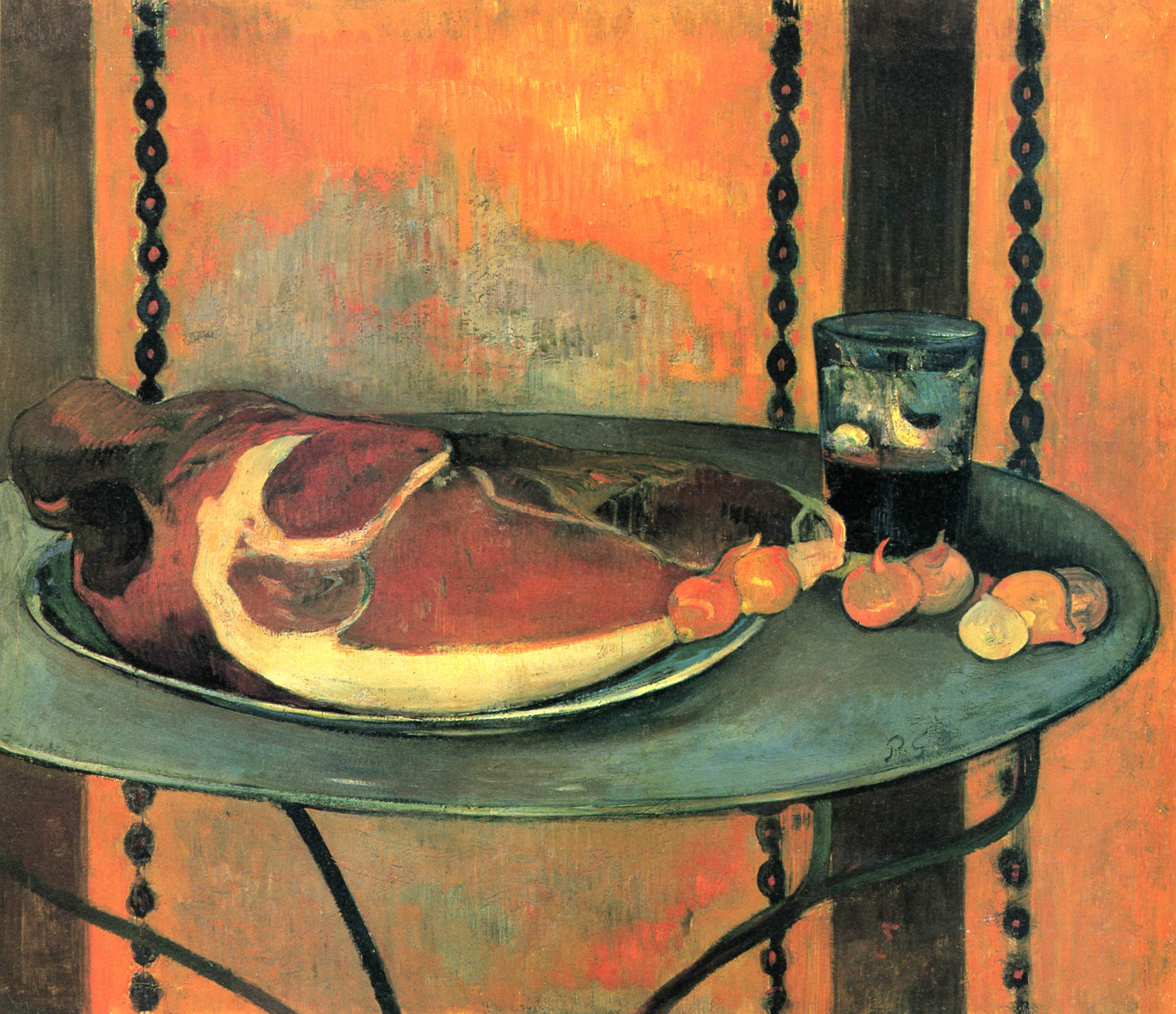
Le jambon（ポール・ゴーギャン、1889年）